# Hugh Neilson
Hugh Edwin Beaumont Neilson (5. maj 1884 i Glasgow – 16. oktober 1930 smst) var en skotsk hockeyspiller som deltog i OL 1908 i London.
Neilson vandt en bronzemedalje i hockey under OL 1908 i London. Han var med på det skotsk hold som kom på en delt tredjeplads i hockeyturneringen.